# Алања
Алања (тур. Alanya), раније Алије, је туристички град који се налази Турској у вилајету Анталија у Средоземном региону Турске, удаљен 166 km ор Анталије. На јужнијој обали Турске, област са градом и насељеним местима обухвата 1.598,51 km² као и 248.286 становника (98.627 у граду) по попису из 2010.
Алања се налази на малом полуострву које излази на Средоземно море и налази се испод планинског венца Таурус. Због тих природно тактичких предности, Алања је била регионска одбрана свих великих царстава који су излазили на Средоземно море, укључујући Птолемејско краљевство, Селеукидско царство, Римско царство, Византијско царство, Османлијско царство и Турску под Селџуцима. Алањин велики политички значај је настао у средњем веку, када је Алања била територија Иконијског султаната под владавином Кајкубада првог, под коме град и носи име. Његова зидарска кампања сачињава доста споменика и зидина у Алањи као што су Кизил кула-Црвена кула, Терсане и Алањски замак.
Средоземна клима, природне туристичке атракције и многа историјско наслеђе чини Алању популарним местом тј. погодним за туризам и туризам у Алањи доприноси буџету Турског туристичког сектора за 9% и 30% иностране куповине некретнина у Турској. Туризам у Алањи је нагло растао 1958. године захваљујући доминантној индустрији у том граду, која је имала велики број радних места, што је уједно допринело броју становника Алање. Летња спортска дешавања и културне представе су заузеле битно место у Алањи. Градоначелник Алање Хасан Шипахиоглу је постао градоначелник 1999. године.

## Имена кроз историју
Град је вековима мењао многа имена, али је задржао данашње име. Алања је на латинском језику знана као Coracesium или на грчком језику као Korakesion, речи која је преузета из јувијског језика чије је оригинално значење Korakassa, што има значење као "испучен град“. Под Византијом постало је познато као Калоронос или Калин Орис, које има значење "прелепа планина" на грчком језику. Селџучка династија је преименовала град у Алије (علاعية) (извод из имена) Султана Кајкубада првог. Између 13. и 14. века, Италијански трговци су прозвали град Канделоре или Карделоро. Током посете Мустафе Кемала Ататурка Алањи 1935, он је дао Алији њено последње име из нове турске абецеде и назвао је Алања, мењајући поједина слова, због погрешно написнаог телеграфа из 1933.

## Историја Алање
Остаци у близој пећини Кадрини показују занимање за место данашње Алање, током Палеолитске ере, 20.000 година п. н. е., и археолошки извештај показује да је постојала лука у Сидери, јужније од данашњег града, током бронзаног доба око 3.000 година п. н. е. Плочица написана Феничанским језиком хађена у округу датира из 625. п. н. е., и град је посебно споменут у старогрчком географском рукопису из 4. в.п. н. е., под именом Периплус Псеудо-Скилакса. Пећине испод замка су биле вероватно насељене под Хетитима и Ахеменидским царством, и био је први саграђен током Хеленистичког периода, након освајања ове области од стране Александра Великог. Наследници Александра Великог су доделили Алању Птолемеју Сотеру после 323. п. н. е. Његова династија је одржавала изгубљену контролу над већином Изауриског народа, и лука је постала познато поприште побуне за средоземне пирате. Град је одупрео Антиоху III Великом владару суседног Селеукидског царства 199. п. н. е., али је било верно пирату Диодотусу Трифону када је узео Селеукидску круну и владао Селеукидским краљевством (тада је постало) од 142. до 138. п. н. е. Његов супарник Антиох VII Сидет је завршио рад тј. изградњу нана новом замку и луци 137. п. н. е. , која је била започета под Диодотусом.

## Географија

### Клима
| Клима (Алања)              | Клима (Алања) | Клима (Алања) | Клима (Алања) | Клима (Алања) | Клима (Алања) | Клима (Алања) | Клима (Алања) | Клима (Алања) | Клима (Алања) | Клима (Алања) | Клима (Алања) | Клима (Алања) | Клима (Алања)    |
| Показатељ \ Месец          | .Јан.         | .Феб.         | .Мар.         | .Апр.         | .Мај.         | .Јун.         | .Јул.         | .Авг.         | .Сеп.         | .Окт.         | .Нов.         | .Дец.         | .Год.            |
| -------------------------- | ------------- | ------------- | ------------- | ------------- | ------------- | ------------- | ------------- | ------------- | ------------- | ------------- | ------------- | ------------- | ---------------- |
| Средњи максимум, °C (°F)   | 16,2 (61,2)   | 16,3 (61,3)   | 18,3 (64,9)   | 21,1 (70)     | 24,7 (76,5)   | 28,7 (83,7)   | 31,5 (88,7)   | 32,1 (89,8)   | 30,2 (86,4)   | 26,5 (79,7)   | 21,5 (70,7)   | 17,8 (64)     | 32,1 (89,8)      |
| Просек, °C (°F)            | 11,8 (53,2)   | 11,9 (53,4)   | 13,8 (56,8)   | 16,9 (62,4)   | 20,9 (69,6)   | 25,1 (77,2)   | 27,8 (82)     | 28,0 (82,4)   | 25,4 (77,7)   | 21,2 (70,2)   | 16,4 (61,5)   | 13,2 (55,8)   | 19,37 (66,85)    |
| Средњи минимум, °C (°F)    | 8,6 (47,5)    | 8,5 (47,3)    | 10,1 (50,2)   | 13,0 (55,4)   | 16,7 (62,1)   | 20,5 (68,9)   | 23,3 (73,9)   | 23,7 (74,7)   | 21,2 (70,2)   | 17,4 (63,3)   | 13,0 (55,4)   | 10,0 (50)     | 8,5 (47,3)       |
| Количина падавина, mm (in) | 199,0 (78,35) | 149,4 (58,82) | 97,8 (38,5)   | 70,7 (27,83)  | 32,4 (12,76)  | 8,5 (3,35)    | 4,5 (1,77)    | 2,7 (1,06)    | 17,5 (6,89)   | 98,5 (38,78)  | 182,9 (72,01) | 231,2 (91,02) | 1.095,1 (431,14) |
| [ тражи се извор ]         |               |               |               |               |               |               |               |               |               |               |               |               |                  |

## Становништво
Према процени, у граду је 2009. живело 92.733 становника.
| 1990.  | 2000.  |
| ------ | ------ |
| 52.460 | 88.346 |

## Партнерски градови
- Тракај
- Гладбек
- Мурманск